# 2MASS

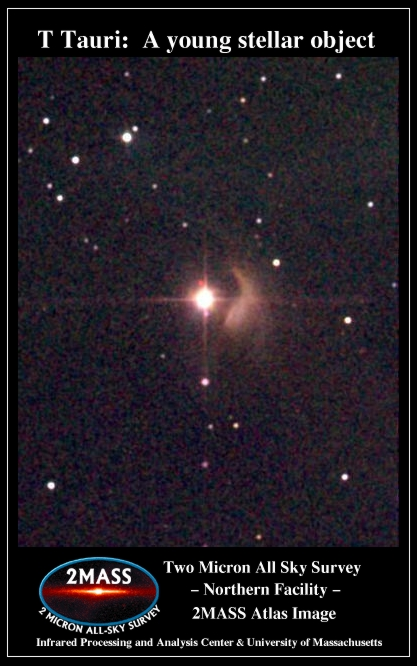
Imagen de T Tauri, según 2MASS.

2MASS (abreviatura de Two Micron All-Sky Survey, Reconocimiento en dos micrómetros de todo el cielo) fue un estudio astronómico a gran escala, realizado por la Universidad de Massachusetts, en colaboración con el Laboratorio de Propulsión a Chorro (JPL) , la Fundación Nacional de Ciencias (NSF) y la NASA; encaminado a crear un planisferio del espacio en luz infrarroja.
Las observaciones, comenzadas en 1997 y completadas en 2001, fueron realizadas con dos telescopios automatizados de 1,3 metros de diámetro especialmente construidos para el proyecto, situado uno en el hemisferio norte, en el Observatorio Fred Lawrence Whipple de Arizona, y otro en el hemisferio sur, en el Observatorio Interamericano del Cerro Tololo, Chile, con la finalidad de abarcar la totalidad del cielo.
En el transcurso de las observaciones se inspeccionó todo el cielo usando sistemas fotométricos en tres bandas infrarrojas, recorriendo los 2 micrómetros ({\displaystyle \mu }m): J (1,25 {\displaystyle \mu }m), H (1,65 {\displaystyle \mu }m), y Ks (2,17 {\displaystyle \mu }m).
2MASS elaboró un catálogo astronómico con más de 300 millones de objetos observados, incluyendo planetoides del Sistema Solar, enanas marrones, estrellas de baja masa, nebulosas, cúmulos estelares y galaxias. Además, se catalogaron un millón de objetos en el Catálogo de Fuentes Extendidas de 2MASS (2MASX). 
Los datos del estudio fueron publicados, después de su post-procesado, en 2003, y fue el segundo estudio a gran escala realizado en este rango de longitud de onda después del estudio TMASS, realizado en 1969. El proyecto fue dirigido por el astrónomo Michael Skrutski.

## Objetivos
Los objetivos del proyecto fueron:
- La detección de galaxias en la llamada «zona vacía», una franja del cielo oscurecida en el espectro visible por nuestra propia galaxia, la Vía Láctea.
- La primera detección de enanas marrones.
- Una inspección extensiva de estrellas con poca masa, el tipo más común de estrella tanto en nuestra propia galaxia como en las otras.
- Catalogación de todas las estrellas y galaxias detectadas, objetivo que fue completado.

Programas informáticos automatizados catalogaron las descripciones numéricas de las fuentes puntuales (estrellas, planetas y asteroides) y fuentes extensas (galaxias y nebulosas) hasta una magnitud límite media próxima a 14. Se catalogaron más de 300 millones de fuentes puntuales y 1 millón de fuentes extensas.
En noviembre de 2003, un equipo de científicos anunciaron el descubrimiento de la galaxia enana de Canis Mayor, que se convirtió, en aquel momento, en la galaxia satélite más próxima conocida en la Vía Láctea, basándose en los análisis de los datos estelares del 2MASS.
Los datos y las imágenes realizadas durante el estudio son actualmente de dominio público, y se pueden consultar gratuitamente en línea, como asimismo una lista de publicaciones científicas del 2MASS que enlazan a copias libres antes de la publicación de los documentos.
El proyecto fue patrocinado por la Universidad de Massachusetts (conocida como UMASS, el origen del nombre del reconocimiento) y el Centro de Análisis y Procesamiento infrarrojo (IPAC, administrado por JPL y Caltech), la NASA, y el NSF.